# プリーズ・ミスター・ポストマン
「プリーズ・ミスター・ポストマン」（Please Mr. Postman） は、マーヴェレッツの楽曲である。大元の作詞作曲者はウィリアム・ギャレットで、ジョージア・ドビンズ、フレディ・ゴーマン、ブライアン・ホーランド、ロバート・ベイトマンが手を加えた。1961年8月21日にタムラ・レコード（モータウン）よりデビュー・シングルとして発売され、Billboard Hot 100では第1位を獲得し、R&Bチャートでも第1位を獲得した。本作はBillboard Hot 100で第1位を獲得した初のモータウンのシングル作品となった。1974年にカーペンターズによってカバーされ、1975年初頭のBillboard Hot 100で第1位を獲得。また、1963年にはビートルズによってカバーされている。
『ローリング・ストーン』誌が選ぶ最も偉大な500曲において、第331位にランクインしている。

## オリジナル・バージョン

### 背景（マーヴェレッツ版）
1961年春、当時ザ・マーベルズ名義であったマーヴェレッツは、タムラ・レコードによるオーディションに臨んだ。「プリーズ・ミスター・ポストマン」は、マーヴェレッツのメンバーの友人であるウィリアム・ギャレットが書いたものを、オーディション後に脱退したジョージア・ドビンズが手を加えたものだった。モータウンの創設者であるベリー・ゴーディによってグループ名が「マーヴェレッツ」に改名され、「プリーズ・ミスター・ポストマン」は当時のモータウンで作曲チームとして知られていたフレディ・ゴーマン、ブライアン・ホーランド、ロバート・ベイトマンの3名によって手直しされた。
歌詞は遠く離れた場所で暮らすボーイフレンドからの手紙を待ちわびている心情を歌ったもの。なお、本作の作曲に携わったゴーマンは実際に郵便配達員として働いたことがある。

### 曲の構成・レコーディング（マーヴェレッツ版）
本作の作曲者のクレジットについては変遷があり、マーヴェレッツのシングル盤では「ドビンズ/ギャレット/ブライアンバート」、ビートルズによるカバー・バージョンが収録されたオリジナル・アルバム『ウィズ・ザ・ビートルズ』では「ブライアン・ホーランド」のみ、1976年に発売された書籍『All Together Now: The First Complete Beatles Discography, 1961-1975』では「ホーランド/ベイトマン/ゴーディ」、1992年に発売されたボックス・セット『Hitsville USA: The Motown Singles Collection』では、「ドビンズ/ギャレット/ホーランド/ベイトマン/ゴーマン」と表記されている。その一方で、ソングライターの殿堂では「ホーランド/ベイトマン/ゴーマン」と表記されている。
4分の4拍子で演奏される本作は、「I-vi-IV-V」というコード進行が用いられている。メロディーは六音音階となっている。
リード・ボーカルは、グラディス・ホートンが担当。ホーランドとベイトマンは、「ブライアンバート」という共同名義を使用してセッションのプロデュースを手がけた。曲のリズム・セクションは、ピアノ、エレクトリックベース、ドラムで構成されている。マーヴィン・ゲイは、1961年に発売したデビュー・アルバム『ソウルフル・ムード』の商業的失敗により、その年の残りの期間をスタジオ・ミュージシャンとして過ごすこととなった。「プリーズ・ミスター・ポストマン」は、ゲイがスタジオ・ミュージシャンとしてドラムを演奏した楽曲の1つとなっており、ハーフビートごとにライドシンバルを叩きながら、2拍子と4拍子でスネアドラムを叩いている。ベースは主にルート音とパワーコードを交互に弾いている。

### リリース（マーヴェレッツ版）
タムラ・レコード（モータウン）は、1961年8月に「プリーズ・ミスター・ポストマン」をアメリカでシングル盤として発売し、同年11月に発売した同名のアルバムに収録した。シングル盤は商業的な成功を収め、モータウン史上2作目のミリオンセラー作品となり、初の第1位獲得作品となった。本作は、Billboard Hot 100で23週にわたってチャートインし、1961年12月11日の週に第1位を獲得し、R&Bチャートでも第1位を獲得した。プロデューサーのベリー・ゴーディは、本作の商業的な成功を受けてバーニー・エイルズのPR活動を評価した。ジャーナリストのベン・フォン・トーレスは、次作『トゥイスティン・ポストマン』を「計算されたフォローアップ作品」と表現している。本作の商業的な成功はモータウンの取り組みの拡大に貢献し、1962年にはザ・ミラクルズの「アイル・トライ・サムシング・ニュー」や「ユーヴ・リアリー・ゴッタ・ホールド・オン・ミー」がヒットを記録した。
イギリスでは、1961年11月にフォンタナ・レコードから発売された。
『ビルボード』誌が2017年に発表した「100 Greatest Girl Group Songs of All Time」では、第22位にランクインした。

### クレジット（マーヴェレッツ版）
※出典（特記を除く）
- グラディス・ホートン（英語版） - リード・ボーカル、バッキング・ボーカル
- ワンダ・ヤング（英語版） - バッキング・ボーカル
- ジョージアナ・ティルマン（英語版） - バッキング・ボーカル
- ジュアニータ・カウアト - バッキング・ボーカル
- キャサリン・アンダーソン（英語版） - バッキング・ボーカル
- ファンク・ブラザース（英語版） - 演奏[24]
  - マーヴィン・ゲイ - ドラム
  - ベニー・ベンジャミン（英語版） - ドラム
  - リチャード“ポップコーン”ワイリー（英語版） - ピアノ
  - ジャームス・ジェマーソン - コントラバス
  - エディ“ボンゴ”ブラウン（英語版） - パーカッション
  - エディー・ウィリス（英語版） - ギター[25]

### チャート成績（マーヴェレッツ版）
| チャート (1961年 - 1962年)           | 最高位 |
| ------------------------------------ | ------ |
| ニュージーランド (Lever Hit Parade)  | 4      |
| US Billboard Hot 100                 | 1      |
| US Hot R&B/Hip-Hop Songs (Billboard) | 1      |

### 認定（マーヴェレッツ版）
| 国/地域                                                       | 認定   | 認定/売上数 |
| ------------------------------------------------------------- | ------ | ----------- |
| イギリス (BPI)                                                | Silver | 200,000     |
| アメリカ合衆国 (RIAA)                                         | Gold   | 500,000^    |
| ^ 認定のみに基づく出荷枚数 · 認定のみに基づく売上数と再生回数 |        |             |

## カバー・バージョン
「プリーズ・ミスター・ポストマン」は、多数のアーティストによってカバーされている。

### ビートルズによるカバー

#### 背景・レコーディング（ビートルズ版）
ビートルズは、ガールズ・グループの音楽に興味を示し、シュレルズやクッキーズ、ザ・ドネイズをはじめとしたガールズ・グループの楽曲をカバーしていた。ビートルズは1961年12月のライブで、「プリーズ・ミスター・ポストマン」をレパートリーに加えた。本作はイギリスのシングルチャートのトップ50以内に入っておらず、イギリス国内ではほとんど知られていなかった。ジョン・レノンがリード・ボーカル、ポール・マッカートニーとジョージ・ハリスンがバッキング・ボーカルを担当し、3人はハンドクラップを加えた。2004年にザ・フォー・ジェイズのビリー・ハットンは、ビートルズが初めてライブで本作を演奏したときのことについて「すごい瞬間だった。僕は彼らがどれほどしっかりとしているかがわかった。フォー・ジェイズなら新曲を上手に演奏できるまでに1か月はかかっていただろう」と振り返っている。ビートルズは、1962年3月7日にBBCラジオで本作を演奏しており、これはタムラ・レコードから発売された楽曲がBBCラジオで演奏された初の例となった。ビートルズの伝記作家であるマーク・ルイソンは、「そのことに気づかないまま（知っていたら興奮したことだろう）、ビートルズはデトロイトのモータウン・サウンドをイギリスのリスナーに知らしめたのだった」と語っている。
1963年、ビートルズのマネージャーであるブライアン・エプスタインは、ゴーディに「プリーズ・ミスター・ポストマン」、「ユーヴ・リアリー・ゴッタ・ホールド・オン・ミー」、「マネー」をはじめとしたモータウンの楽曲を録音する権利を求めたが、エプスタインは業界標準の2セントではなく、販売されたレコードあたり1セント半しか提示していなかった。ゴーディは当初この要求を拒否していたが、オファーの有効期限が切れる2分前に承認した。
1963年7月30日、ビートルズは2作目のイギリス盤公式オリジナル・アルバム『ウィズ・ザ・ビートルズ』に収録するにあたり、本作のカバー・バージョンのレコーディングを行なった。レコーディングは、バランス・エンジニアのノーマン・スミスのサポートを受けたジョージ・マーティンによるプロデュースのもと、EMIレコーディング・スタジオのスタジオ2で行なわれた。女性コーラスグループであるマーヴェレッツのオリジナルは、ボーイフレンドからの手紙を待ち焦がれる女子の歌詞だったが、ビートルズ版はガールフレンドからの手紙を待つ男子の目線に歌詞が変更され歌っている。ビートルズは、BBCラジオでの演奏と同じスタイルで3テイク録音したが、仕上がりに不満を持った。そこで、マーヴェレッツによる原曲に近いアレンジに変更し、ストップ・タイムが用いられたイントロ、ドラムブレイク、コーダを加えて4テイク録音し、最後のテイク7が「ベスト」と判断された。2テイクにわたってオーバー・ダビングが行なわれ、ハンドクラップとダブルトラッキングされたレノンのボーカルが加えられ、テイク9が「ベスト」と判断された。マーティンとスミスは、8月21日にモノラル・ミックス、10月29日にステレオ・ミックスを作成した。

#### リリース・評価（ビートルズ版）
パーロフォンは、1963年11月22日にイギリスで2作目のイギリス盤公式オリジナル・アルバム『ウィズ・ザ・ビートルズ』を発売し、「プリーズ・ミスター・ポストマン」は「ティル・ゼア・ウォズ・ユー」に続くA面を締めくくる楽曲として収録された。アメリカでは、1964年4月10日にキャピトル・レコードから発売された『ザ・ビートルズ・セカンド・アルバム』の9曲目に収録された。いずれの作品も、作曲者のクレジットはホーランドのみとなっている。なお、キャピトル・レコードは、1964年5月11日に発売した4曲入りEP『Four by the Beatles』にも本作を収録している。2013年に発売された『オン・エア〜ライヴ・アット・ザ・BBC Vol.2』には、1963年7月30日に放送された『Pop Go the Beatles』（1963年7月10日に録音）での演奏が収録されている。
イギリスやアメリカではシングル・カットされなかったが、カナダではシングル盤『ロール・オーバー・ベートーヴェン』のB面曲としてリカットされ、Billboard Hot 100では最高位68位を獲得した。日本では独自の編集盤『ビートルズ!』に収録された後にシングル・カット（B面曲は「マネー」）され、ミュージック・マンスリー洋楽チャートで最高位7位を記録した。
『ザ・ビートルズ・セカンド・アルバム』のレビューを書いた音楽評論家のロバート・クリストガウは、「プリーズ・ミスター・ポストマン」と「マネー」の2曲を「ビートルズ史上最高のレコーディング」として挙げ、「どちらも素晴らしく、モータウンのオリジナルを上回っている」と評している。音楽評論家のティム・ライリーは、本作のビートを「すばらしい」とし、「あらゆる偉大なロックンロールのように、いつでもバラバラになりそうなほど危ういサウンドだ」と評している。また、ライリーは、「『ウィズ・ザ・ビートルズ』のA面で最も無謀でありながら、十分に魅力的な演奏で、『シー・ラヴズ・ユー』以来となる、ビートルズが我々に与えた最も燃えるロックンロールだ」と述べている。音楽学者のアラン・W・ポラックは、本作の冒頭の「Wait!」というシャウトを、ビートルズが1965年に発表した「ヘルプ!」の冒頭のシャウトとの共通点を見出している。作家のクリス・インガムは、本作を「ギターとハーモニーの密なカーテンが、かんばしくて弾力のあるグルーヴに支えられている」と述べている。作家のジョナサン・グールドは、ビートルズのカバーの中で、「ツイスト・アンド・シャウト」（『プリーズ・プリーズ・ミー』に収録）のクオリティに近い唯一の出来と述べている。イアン・マクドナルドは「音の壁があって、オリジナルにあるゆったりとした遊び心を欠いている」と批判している。

#### クレジット（ビートルズ版）
※出典（特記を除く）
- ジョン・レノン - ダブルトラックのリード・ボーカル、リズムギター
- ポール・マッカートニー - バッキング・ボーカル、ベース
- ジョージ・ハリスン - バッキング・ボーカル、リードギター
- リンゴ・スター - ドラム
- クレジットなし（ビートルズによる演奏） - ハンドクラップ（英語版）[39]

#### チャート成績（ビートルズ版）
| チャート (1964年)                 | 最高位 |
| --------------------------------- | ------ |
| ドイツ (GfK Entertainment charts) | 47     |
| スウェーデン (Kvällstoppen Chart) | 11     |
| US Billboard Hot 100              | 68     |
| US Cash Box Top 100               | 30     |

| チャート（1964年）                          | 最高位 |
| ------------------------------------------- | ------ |
| 日本 (ミュージック・マンスリー洋楽チャート) | 7      |

### カーペンターズによるカバー
カーペンターズによるカバー・バージョンは、1974年にオリジナル・アルバム『緑の地平線〜ホライゾン』からの先行シングルとして発売され、『ビルボード』誌では、1975年1月25日付のBillboard Hot 100及びイージーリスニング・チャートにて第1位を獲得し、カーペンターズにとって3作目の全米1位獲得シングル作品となり、10作目かつ最後のミリオンセラー作品となった。1975年に全英シングルチャートで最高位2位を獲得した。オリコン洋楽シングルチャートでは1974年12月23日付〜1975年3月10日付にかけて12週連続1位を記録する。
2006年にラッパーのジュエルズ・サンタナは、カーペンターズによるカバー・バージョンをサンプリングした楽曲「オー・イエス」を発表した。
ミュージック・ビデオが制作されており、1985年にVHSとレーザーディスク形態で発売された『Yesterday Once More』に収録された後、2002年にDVD形態で発売された『Gold: Greatest Hits』に収録された。

#### クレジット（カーペンターズ版）
- カレン・カーペンター - リード・ボーカル、バッキング・ボーカル、ドラム
- リチャード・カーペンター - バッキング・ボーカル、ピアノ、オーケストレーション
- ジョー・オズボーン - ベース
- トニー・ペルーソ - ギター
- ボブ・メッセンジャー - テナー・サクソフォーン
- ダグ・スタローン - バリトン・サクソフォーン
- 演奏者不明 - カスタネット、チューブラーベル

#### チャート成績（カーペンターズ版）
| チャート (1974年 - 1975年)              | 最高位 |
| --------------------------------------- | ------ |
| オーストラリア (Kent Music Report       | 1      |
| ベルギー (Ultratop 50 Wallonia)         | 35     |
| カナダ アダルト・コンテンポラリー (RPM) | 1      |
| カナダ トップシングルス (RPM)           | 1      |
| ドイツ (GfK Entertainment charts)       | 10     |
| アイルランド (IRMA)                     | 2      |
| オランダ (Single Top 100)               | 29     |
| ニュージーランド (Recorded Music NZ)    | 4      |
| 日本 (オリコン洋楽シングルチャート)     | 1      |
| 日本 (オリコン)                         | 11     |
| 南アフリカ (Springbok)                  | 1      |
| スイス (Schweizer Hitparade)            | 5      |
| UK シングルス (OCC)                     | 2      |
| US Billboard Hot 100                    | 1      |
| US Adult Contemporary (Billboard)       | 1      |
| US Cash Box Top 100                     | 1      |
| 西ドイツ (Official German Charts)       | 1      |

| チャート (1975年)                    | 順位 |
| ------------------------------------ | ---- |
| オーストラリア (Kent Music Report)   | 7    |
| Canada Top Singles (RPM)             | 11   |
| ニュージーランド (Recorded Music NZ) | 34   |
| 南アフリカ (RISA)                    | 10   |
| UK Singles (Official Charts Company) | 28   |
| US Billboard Hot 100                 | 32   |
| US Cash Box                          | 21   |
| 日本 (オリコン洋楽シングルチャート)  | 1    |
| 日本 (オリコン)                      | 40   |

#### 認定（カーペンターズ版）
| 国/地域                    | 認定   | 認定/売上数 |
| -------------------------- | ------ | ----------- |
| カナダ (Music Canada)      | Gold   | 75,000^     |
| イギリス (BPI)             | Silver | 250,000^    |
| アメリカ合衆国 (RIAA)      | Gold   | 1,000,000^  |
| ^ 認定のみに基づく出荷枚数 |        |             |

### その他のアーティストによるカバー
- リン・バーネット（英語版） with ガース・ヤング&ヒズ・オーケストラ - 1962年5月5日にシングル盤として発売。ニュージーランドのシングルチャートで最高位4位を記録[86]。
- ザ・オリジナルズ（英語版） - 1981年にメドレー「Waiting On a Letter / Mr. Postman」としてカバー

。アメリカのR&Bチャートでは最高位74位を記録し、バンドにとって最後のチャートイン作品となった。
- 浪花可憐 - 1996年に発売された大阪弁直訳カバーアルバム『涙の工務店』に収録。タイトルは「郵便屋の兄ちゃん」と訳された[89]。
- 王様 - 2005年に発売されたアルバム『カブトムシ外伝』に収録。独自の訳詞が付けられた日本語バージョンで、タイトルは「お願い郵便屋さん」と訳された[90]。

この他にポルトガル・ザ・マンは、2017年に発表した楽曲「Feel It Still」にて、この曲のメロディーをサンプリングしている。また、2015年に放送された本田技研工業「ステップワゴン」のCMでは、CMオリジナルのアレンジが施された音源が使用された。